# 別府郵便電話局電話分室
別府郵便電話局電話分室（べっぷゆうびんでんわきょくでんわぶんしつ）は、かつて大分県別府市にあった郵便電話局の電話事務を行う分室である。1965年（昭和40年）に別府市に買収された後、種々の用途に転用され、現在は別府市南部児童館として利用されている。国の登録有形文化財に登録されている。

## 概要
1928年（昭和3年）12月開設。設計は同年に開館した別府市公会堂と同じく吉田鉄郎によるもので、コの字形の平面で、鉄筋コンクリート構造にイタリア製のレンガタイル貼りで装飾を抑えた外観を持つ。
当初の電話分室（電話局）から、時代に応じた様々な用途に転用されており、近代化遺産を保存し有効に活用している事例とされる。

## 歴史
- 1928年（昭和3年）12月 - 開設。
- 1947年（昭和22年）12月11日 - 別府電話局となる[2]。
- 1965年（昭和40年） - 別府市が買収し、別府市役所分室となる[2]。
- 1976年（昭和51年） - 別府市水道局分室となる[2]。
- 1985年（昭和60年） - 別府市役所南部出張所となる[2]。
- 1991年（平成3年）4月1日 - 改修の上、レンガホールとなり、トレーニングルーム、会議室として使用される[2][3]。
- 1996年（平成8年） - 別府市南部児童館となる。